# Mesa de diálogo
Mesa de diálogo fue un programa web de entrevista periodística conducido por la periodista Rayén Araya. Originalmente transmitido vía YouTube por El Mostrador TV luego continuaría vía streaming por Bío-Bío Chile TV. Desde la Confitería Torres Rayén Araya entrevista a uno o más invitados en una distendida conversación sobre temas de actualidad, cuya duración promedio es de 40 minutos. El programa terminó en 2017 tras la desvinculación de Rayén Araya de Bio-bio.
Lema: Los temas que importan, están sobre la mesa.

## Confitería Torres
El Mostrador TV y la Confitería Torres realizaron una alianza -que posteriormente fue continuada por Bío-Bío Chile TV- "para realizar un programa de discusión debate y contingencia nacional dentro de nuestros locales." Todos los episodios de Mesa de diálogo se han realizado y filmado en la Confitería Torres.

## El Mostrador TV
El programa fue transmitido vía YouTube por El Mostrador TV  desde el 12 de septiembre de 2011 hasta el 30 de diciembre de 2012. El programa fue transmitido dos veces a la semana: Jueves y Domingo entre las 22:30 a 23:30 horas.
En el sitio oficial de El Mostrador TV introducen el programa diciendo: "Instancia de encuentro donde convergen distintas miradas sobre la actualidad en un espacio plural. En cada capítulo, dos invitados, dos puntos de vista, se sientan a dialogar en un espacio cargado de tradición republicana: La Confitería Torres. Conduce Rayén Araya"
El primer episodio fue estrenado el 12 de septiembre de 2011 por El Mostrador TV vía YouTube, los invitados fueron Manuel Antonio Garretón y Marco Enríquez-Ominami.
El episodio número 126, 30 de diciembre de 2012, último en ser transmitido por El Mostrador TV, el invitado fue nuevamente Manuel Antonio Garretón, donde realizaron un análisis del año 2012.

## Bío Bío TV
El canal web de Radio Bío Bío, Bío-Bío Chile TV, retomó Mesa de Diálogo el 13 de mayo de 2013 con una entrevista a Sara Larraín. Los episodios fueron emitidos vía streaming en el canal web, el programa se mantuvo hasta fines de 2017.